# 최원진 (탁구 선수)
최원진(崔源辰, 1989년 10월 6일 ~ )은 대한민국의 탁구 선수이다. 2013년 이정우와 함께 제67회 전국남녀 종합탁구선수권대회 남자 개인복식 우승을 차지하였다.